# Henny Moan
Henny Moan (Talvik, 22 de febrero de 1936 — 8 de septiembre de 2024) fue una actriz noruega originaria de Finnmark. Ha tenido una larga carrera en el teatro, pero es especialmente reconocida por sus interpretaciones en algunos clásicos del cine noruego, como Nueve vidas (1957), nominada al Oscar, y Lago de los Muertos (1958).

## Biografía
A la edad de 17 años, dejó su hogar en Finnmark, donde trabajaba en una gasolinera, sin decirle a nadie adónde iba. Se mudó a Oslo, donde solicitó ingresar a Teaterhøyskolen. Allí fue aceptada en la primera generación de estudiantes de la historia de la escuela, en 1953.
Moan siempre se ha caracterizado por su cabello corto y rapado, un estilo que adoptó en 1954, en una época en la que esto aún era bastante inusual para las mujeres. Afirma que originalmente lo hizo por conveniencia y porque ya había llevado el cabello así de niña, para evitar piojos y lograr que el cabello creciera más grueso.
Desde 1959 hasta 1972, Moan estuvo casada con el aclamado autor noruego André Bjerke. Con Bjerke, tuvo a su hija Vilde en 1960, quien más tarde escribió un libro sobre su infancia. Henny y André vivieron juntos hasta que su hija cumplió nueve años, momento en el que se separaron.

## Carrera

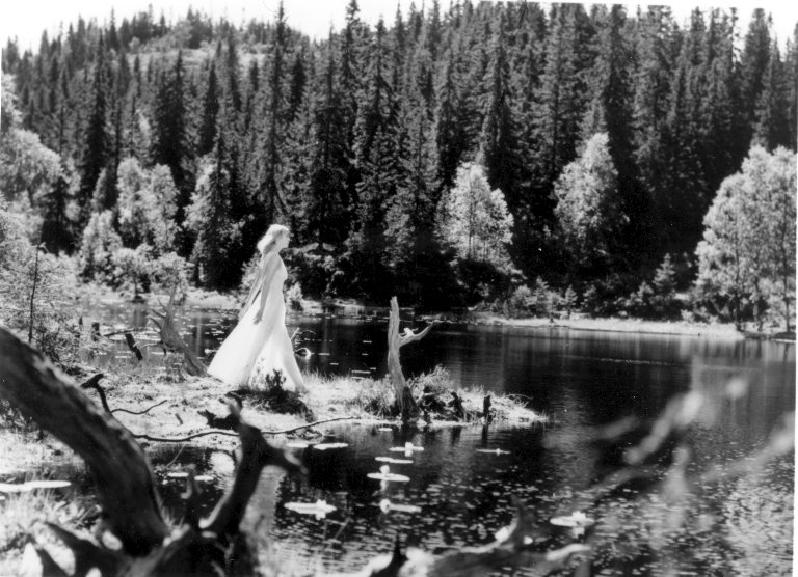
Henny Moan en una icónica escena de la película "Lake of the Dead" (1958).

Moan ha actuado tanto en el Det Norske Teatret (Teatro Noruego), el Oslo Nye Teater y el Nationaltheatret (Teatro Nacional), en papeles como "Marguerite" en "La dama de las camelias" de Dumas, y "Miss Julie" en la obra de Strindberg del mismo nombre. En 2006 ganó el premio "Aase Byes ærespris" por su labor en roles de Ibsen. Interpretó su último papel antes de retirarse a principios de 2007. Después de retirarse, comenzó a trabajar en su autobiografía.
También es conocida por su trabajo en el cine y tuvo un papel en la película Nueve Vidas, nominada al Oscar en 1957. Esta película fue nombrada en 2005 como la mejor película en la historia del cine noruego por un jurado de críticos de cine. Después de esto, recibió ofertas de Hollywood, pero decidió quedarse en Noruega. Mientras estaba casada con Bjerke, participó en la adaptación de su novela Lake of the Dead. Aquí apareció en una escena icónica del cine noruego, donde camina con un vestido blanco y traslúcido a lo largo de un lago en el bosque. Más recientemente, tuvo un breve papel en O' Horten, aclamada película de Bent Hamer.
En televisión, es conocida por la serie de ciencia ficción "Blindpassasjer" (1978), escrita por Tor Åge Bringsværd y Jon Bing. Antes de eso, interpretó el papel de "Edvarda" en una serie de televisión de 1973 basada en las novelas de Knut Hamsun, Benoni y Rosa. Moan también trabajó en dramas televisivos durante varios años.

## Filmografía
| Año  | Título                | Papel            |
| ---- | --------------------- | ---------------- |
| 1956 | På solsiden           | Wenche           |
| 1956 | A Little Nest         | Li               |
| 1957 | Nine Lives            | Agnes            |
| 1958 | Lake of the Dead      | Liljan Werner    |
| 1960 | Omringet              | Novia de Frimann |
| 1962 | Cold Tracks           |                  |
| 1964 | Klokker i måneskinn   | diversos papeles |
| 1995 | Kristin Lavransdatter | Ragnfrid         |
| 1997 | Barbara               | Magdalene        |
| 1998 | Thranes metode        | Madre de Thrane  |
| 2007 | O' Horten             | Svea             |